# Susannah York

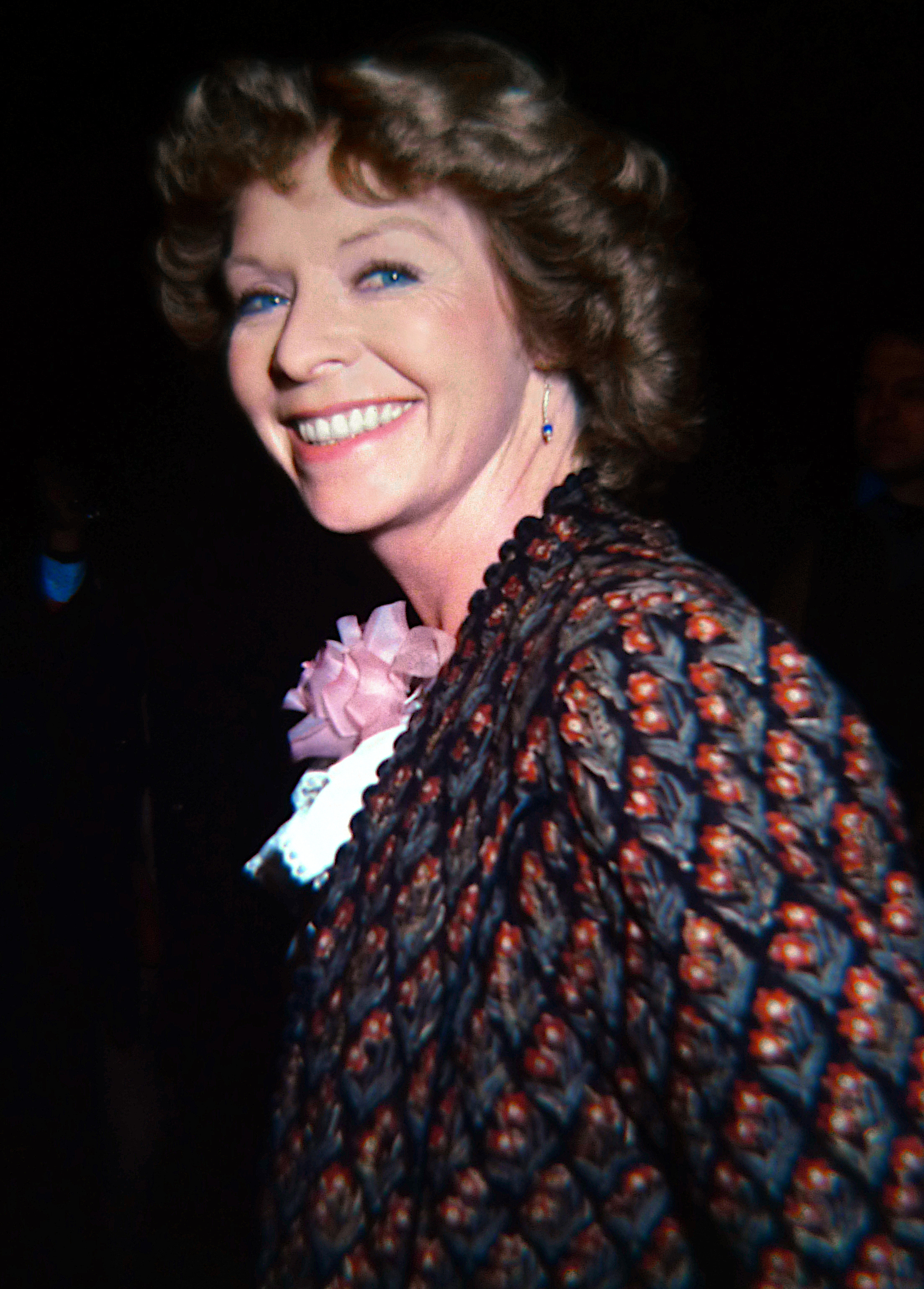
Susannah York

Susannah York (* 9. Januar 1939 als Susannah Yolande Fletcher in London; † 15. Januar 2011 ebenda) war eine britische Schauspielerin und Autorin.

## Leben
Susannah York wurde als Tochter eines Handelsbankiers und einer Hausfrau geboren. Ihre Eltern ließen sich scheiden, als sie fünf Jahre alt war. Sie wuchs bei ihrer Mutter auf, die in zweiter Ehe einen schottischen Geschäftsmann heiratete und in dessen Heimatland zog. In der Schule begeisterte sie sich für das Theaterspiel. Nach einer Ausbildung am Marr College in Troon studierte sie von 1955 bis 1958 an der renommierten Londoner Schauspielschule Royal Academy of Dramatic Art (RADA). Ihr Filmdebüt gab sie an der Seite von Alec Guinness in Einst ein Held. 1960 machte sie neben Sean Connery als Abigail in Arthur Millers Hexenjagd auf sich aufmerksam, einer Fernsehadaption aus der Serie ITV Play of the Week. Zwei Jahre später spielte York ihre erste Hauptrolle neben Montgomery Clift in John Hustons Kinofilm Freud, für den sie eine Golden-Globe-Nominierung als beste Hauptdarstellerin in einem Drama erhielt. Es folgten Rollen in weiteren preisgekrönten Filmproduktionen, darunter Tony Richardsons Tom Jones – Zwischen Bett und Galgen (1963), Fred Zinnemanns Ein Mann zu jeder Jahreszeit (1966) und der Part der Alice in Robert Aldrichs Drama Das Doppelleben der Schwester George (1968).
Den britischen Society of Film and Television Arts Award sowie je eine weitere Golden-Globe- und Oscar-Nominierung erhielt sie 1970 für die Nebenrolle der Alice in Sydney Pollacks Drama Nur Pferden gibt man den Gnadenschuß, einer erfolglosen Schauspielerin und Jean-Harlow-Kopie, die zur Zeit der Großen Depression an einem Tanzmarathon teilnimmt. Bei der Golden-Globe- und Oscarverleihung musste sich York aber der US-Amerikanerin Goldie Hawn (Die Kaktusblüte) geschlagen geben. 1972 erhielt sie für Robert Altmans Spiegelbilder den Preis als beste Darstellerin auf den Filmfestspielen von Cannes. Für den Fantasyfilm um eine Frau, die von geheimnisvollen Erinnerungen gequält wird, hatte sie auch die Romanvorlage verfasst. Susannah York wurde in dieser Zeit neben Schauspielkolleginnen wie Vanessa Redgrave zu den führenden Darstellerinnen des britischen Kinos gezählt. In den folgenden drei Jahrzehnten konnte sie in Film, Fernsehen und Theater an ihre Erfolge nicht mehr anknüpfen. Sie agierte weiterhin in allen Genres, hauptsächlich aber in Dramen.
Susannah York war von 1960 bis 1980 mit dem Schauspieler und Autor Michael Wells verheiratet. Aus der Ehe gingen die Kinder Sasha (* 1972) und Orlando Wells (* 1973) hervor, die ebenfalls Schauspieler wurden. Neben ihrer Schauspieltätigkeit war York in den 1970er Jahren auch als Autorin von Kinderbüchern erfolgreich. 1979 gehörte sie neben Françoise Sagan und Jules Dassin zur Wettbewerbsjury in Cannes, die Francis Ford Coppolas Apocalypse Now und Volker Schlöndorffs Die Blechtrommel mit der Goldenen Palme auszeichnete. Fast 13 Jahre später kürte sie zusammen mit Annie Girardot und Michael Verhoeven Lawrence Kasdans Drama Grand Canyon – Im Herzen der Stadt zum besten Film der Berlinale.
Mitte Januar 2011 verstarb Susannah York im Alter von 72 Jahren an den Folgen einer Krebserkrankung.

## Filmografie (Auswahl)
- 1960: Dynamit und krumme Touren (There Was a Crooked Man)
- 1960: Einst ein Held (Tunes of Glory)
- 1961: Es geschah in diesem Sommer (The Greengage Summer)
- 1962: Freud
- 1963: Tom Jones – Zwischen Bett und Galgen (Tom Jones)
- 1964: Beim siebten Morgengrauen (The 7th Dawn)
- 1965: Die Verdammten der Kalahari (Sands of the Kalahari)
- 1966: Der Gentleman-Zinker (Kaleidoscope)
- 1966: Ein Mann zu jeder Jahreszeit (A Man for All Seasons)
- 1968: Der mysteriöse Mr. Sebastian (Sebastian)
- 1968: Duffy, der Fuchs von Tanger (Duffy)
- 1968: Das Doppelleben der Sister George (The Killing of Sister George)
- 1969: Oh! What a Lovely War
- 1969: Luftschlacht um England (The Battle of Britain)
- 1969: Nur Pferden gibt man den Gnadenschuß (They Shoot Horses, Don’t They?)
- 1970: Jane Eyre – Eine Frau kämpft um ihr Glück (Jane Eyre, TV)
- 1971: Happy Birthday, Wanda June
- 1972: X, Y und Zee (Zee and Co.)
- 1972: Spiegelbilder (Images)
- 1974: Die Zofen (The Maids)
- 1974: Gold
- 1975: Die Schande des Regiments (Conduct Unbecoming)
- 1975: Bleib mir ja vom Leib (That Lucky Touch)
- 1976: Auf der Fährte des Adlers (Sky Riders)
- 1978: Der Todesschrei (The Shout)
- 1978: Dein Partner ist der Tod (The Silent Partner)
- 1978: Superman
- 1979: Mord auf der Golden-Gate-Brücke (The Golden Gate Murders, TV)
- 1980: Das Erwachen der Sphinx (The Awakening)
- 1980: Midlife Crisis (Falling in Love Again)
- 1980: Superman II – Allein gegen alle (Superman II)
- 1981: Ein perfekter Bruch (Loophole)
- 1982: Alicja im Horrorland (Alicja)
- 1983: Dotterbart (Yellowbeard)
- 1984: Charles Dickens’ Weihnachtsgeschichte (A Christmas Carol)
- 1987: Blaubart und seine Kinder (Barbablú, Barbablú)
- 1987: Mio, mein Mio (Mio min Mio)
- 1988: Die Malteser des Falken (Just Ask for Diamond)
- 1988: Ein schicksalhafter Sommer (A Summer Story)
- 1989: Der fünfte Freitag (Melancholia)
- 1990: Eine Handvoll Zeit (En håndfull tid)
- 2000: Der Heilige der grünen Insel (St. Patrick: The Irish Legend, TV)
- 2002: Das Buch Eva – Ticket ins Paradies (The Book of Eve)
- 2003: Visitors
- 2006: The Gigolos

## Literarische Werke
- 1973: In search of unicorns
- 1976: Lark’s Castle
- 1984: The big one
- 1984: The ice house
- 2001: The loves of Shakespeare’s women

## Auszeichnungen
Oscar
- 1970: nominiert als beste Nebendarstellerin für Nur Pferden gibt man den Gnadenschuß

Britischer Filmpreis
- 1971: Beste Nebendarstellerin für Nur Pferden gibt man den Gnadenschuß

Golden Globe Award
- 1963: nominiert in der Kategorie Beste Hauptdarstellerin – Drama für Freud
- 1970: nominiert in der Kategorie Beste Nebendarstellerin für Nur Pferden gibt man den Gnadenschuß

Internationale Filmfestspiele von Cannes
- 1972: Beste Darstellerin für Spiegelbilder

Laurel Awards
- 1967: Platz 5 in der Kategorie Beste Hauptdarstellerin in einer Komödie für Der Gentleman-Zinker